# Semana Santa en Guatemala
La Semana Santa en Guatemala es una de las tradiciones culturales y religiosas más importantes del país. Se celebra durante la última semana de la Cuaresma culminando en el Domingo de Resurrección, y está marcada por actividades profundamente arraigadas en la fe católica y el folclore guatemalteco. Su principal atractivo son las procesiones que recorren calles decoradas con alfombras de aserrín, flores, frutas y otros materiales. Durante las procesiones, las alfombras son una señal de festejo y redención entre los feligreses que adornan las calles para abrir paso a las imágenes más importantes del día. Sus procesiones, consideradas las más grandes del mundo, junto con las vigilias, marchas fúnebres, gastronomía típica y la elaboración de tapices de flores y altares, fueron clave para su nombramiento como Patrimonio Cultural Intangible de la Humanidad por la UNESCO en 2022.

## Celebraciones de Interés Turístico Internacional
En Guatemala hay cuatro celebraciones de Semana Santa consideradas de interés turístico internacional:
| Celebración                         | Lugar               | Año de Concesión |
| ----------------------------------- | ------------------- | ---------------- |
| Semana Santa en Antigua Guatemala   | Antigua Guatemala   | 1560             |
| Semana Santa en Ciudad de Guatemala | Ciudad de Guatemala | 1776             |
| Semana Santa en Quetzaltenango      | Quetzaltenango      | Siglo XVII       |
| Semana Santa en Cobán               | Cobán, Alta Verapaz | 1570             |

## Historia
El Patrimonio católico que se vive en la Guatemala actual tiene tintes casi mágicos y místicos que se debe al sincretismo entre la religión maya y la doctrina católica; es decir, combina elementos que datan de la cultura maya y del catolicismo impuesto por los españoles, en la época de la Colonia.  Muestran el sincretismo, por ejemplo, factores tan sutiles como elaborar la figura de una mariposa en la alfombra por donde pasan las andas de Cristo. La mariposa, para los mayas, dejaba de ser un simple insecto, simbolizaba el Sol —una de sus máximas deidades— y que representaba, además, la vida y el más allá. Esa imagen no aparece por ningún lugar en las actividades de Semana Santa que se celebra en España. 

### Época prehispánica

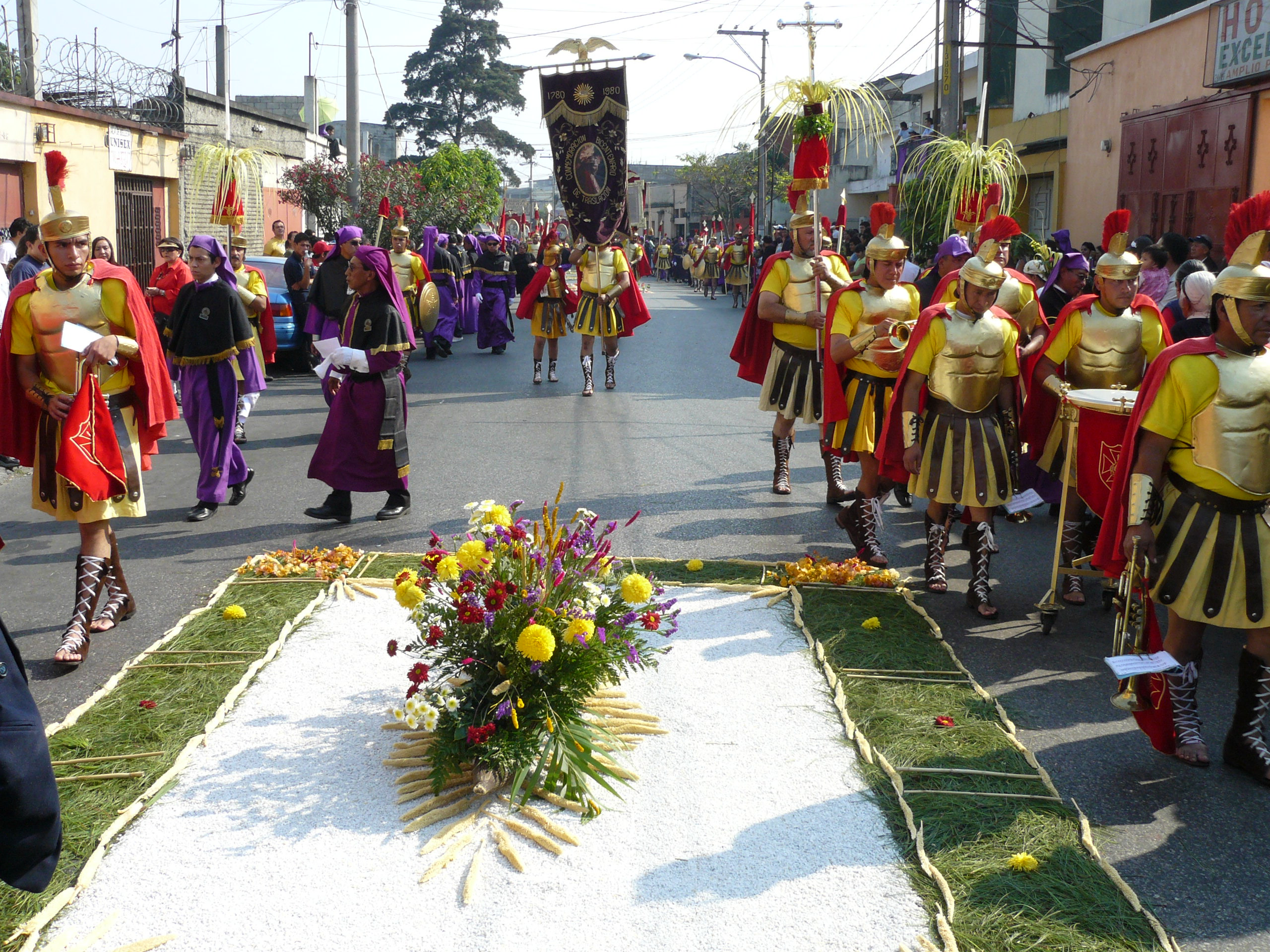
Procesión de Jesús Nazareno de San José en la Ciudad de Guatemala. Esta procesión sale tradicionalmente el Domingo de Ramos. Obsérvese los elementos católicos e indígenas: estandartes, uniformes romanos y penitentes son elementos católicos, mientras que la alfombra con flores es una característica indígena.

Para comprender la actual Semana Santa guatemalteca hay que remontarse a la religión de los mayas, en la que se hallan sorprendentes coincidencias que, quizás, ayudaron a que la religión católica encajara más con las creencias de los nativos americanos.  Una de esas similitudes es que los indígenas guatemaltecos utilizaban un palanquín para transportar a personas importantes y a soberanos.
Pero más allá de que los mayas hayan usado andas, lo curioso es que de ellos se heredaron ciertas características, como el uso de dosel y bolillos; en los diseños que traían los españoles, estos elementos no existían. También tenían las alfombras de flores, un homenaje con que se tributaba a los señores cuando estos pasaban sobre sus palanquines y que posteriormente se convertirían en las alfombras de aserrín que impresionaron incluso al papa Juan Pablo II cuando las observó en su primera visita a Guatemala en marzo de 1983. Pero también se compartía el gusto musical, y para ello utilizaban el pito, caparazones de tortuga, tambores, raspadores de hueso, caracoles o cañas tubulares.
Además de las andas o las alfombras, existen otros factores que se compartían con los ibéricos, como el uso de la cruz, para simbolizar los cuatro puntos cardinales; sus plazas eran construidas de forma cuadrada y en el centro era donde se colocaba el gobernante. 
A los nativos no les fue difícil comprender o aceptar la existencia de la Santísima Trinidad ya que para ellos, los creadores de este mundo también fueron tres, conocidos como G1, G2 y G3;. Tampoco les fue difícil asimilar a la Virgen María, porque ellos la asociaron con Ixchel -la Luna, madre creadora de vida-.

### Creación de la Semana Santa en Europa
Fue el Concilio de Nicea —convocado por el emperador romano Constantino I, en el año 325d.c.— el pilar que le dio forma a la Semana Santa pues en dicho concilio se declaró la creencia de la Pasión, Muerte y Resurrección de Cristo, y también se decidió cuándo debía ser la Pascua y la forma en que debía calcularse. Posteriormente, la Orden de los Caballeros Templarios fomentó el culto de la Pasión. Al desaparecer esta orden —cerca del siglo xiv—, los franciscanos se dedicaron a conservar las tradiciones que se habían adquirido con el tiempo y ellos fueron quienes desarrollaron el Vía Crucis, uno de los aspectos más representativos de la festividad.
Las primeras liturgias se celebraban solo entre religiosos encerrados en los templos, y con dificultad alguien más lograba ingresar, al considerársele pecador. Tiempo después se llevaron a cabo procesiones, que en la Europa medieval eran simples, con personas que salían a las calles para sacar sus culpas.

### Conquista de Guatemala
Con la llegada de los conquistadores españoles a América se inició el proceso de evangelización. Como en Europa, la Semana Santa en Guatemala también se vivía en un ambiente simple, principalmente en torno de los conventos franciscanos y dominicos, que eran los más influyentes y era celebrada por lo regular solo por españoles y criollos.
La evangelización fue surtiendo efecto y finalmente se crearon cofradías, en las que el director era el encargado principal del cuidado de las almas. Cada una de estas organizaciones se basaba en tres aspectos: el institucional, el económico y el religioso, este último con la obligación de difundir la doctrina cristiana, sobre todo en los pueblos indígenas. En la Semana Santa, las cofradías servían como medio para que la gente recibiera la enseñanza de la Pasión, Muerte y Resurrección de Jesucristo en una forma visual que no necesitaba que supieran leer ni escribir.

### Reformas borbónicas
En 1765 se publicaron las reformas borbónicas de la Corona española, que pretendían recuperar el poder real sobre las colonias y aumentar la recaudación fiscal. Con estas reformas se crearon los estancos para controlar la producción de las bebidas embriagantes, el tabaco, la pólvora, los naipes y el patio de gallos. La real hacienda subastaba el estanco anualmente y un particular lo compraba, convirtiéndose así en el dueño del monopolio de cierto producto. Ese mismo año se crearon cuatro subdelegaciones de la Real Hacienda en San Salvador, Ciudad Real, Comayagua y León y la estructura político administrativa de la Capitanía General de Guatemala cambió a 15 provincias.
Además de esta redistribución administrativa, la corona española estableció una política tendiente a disminuir el poder de la Iglesia católica, poder que hasta ese momento era prácticamente absoluto sobre los vasallos españoles. La política de disminución de poder de la iglesia se basaba en la Ilustración y tenía seis puntos principales:
1. Declive del legado cultural jesuítico
2. Tendencia hacia una cultura laica y secularizada
3. Actitud decididamente racionalista, de herencia cartesiana
4. Valoración de la ciencia natural sobre el dogma religioso
5. Una crítica al papel de la Iglesia dentro de la sociedad y de sus organismos derivados, sobre todo de las cofradías y hermandades. Se buscó limitar el excesivo poder económico de algunas hermandades y cofradías, su elevado número, la falta de control administrativo y fiscal por parte de las autoridades y las manifestaciones públicas de piedad; catalogadas como signos de atraso y fanatismo, en especial las de Semana Santa.[8]

En América las relaciones entre la corona española y la Iglesia católica se fueron resquebrajando en el siglo xviii; pero también hubo problemas entre el clero secular y el clero regular, ya que se estaba secularizando las doctrinas del clero regular. En el siglo xvii hubo un auge del clero secular, con un aumento considerable en ordenaciones sacerdotales que lograron satisfacer la demanda de curas párrocos en el Reino; los dominicos, por ejemplo, perdieron casi todas sus parroquias, excepto las de la Veparaz; por su parte, los franciscanos y mercedarios fueron despojados de la mayoría de sus doctrinas en el Reino de Guatemala.  Para 1768, las poderosas órdenes de antaño únicamente tenían a su cargo treinta y cuatro de las doscientas ochenta y nueve parroquias que había en la arquidiócesis.

### Sigloxix
Tras el derrocamiento y expulsión de los miembros del Clan Aycinena en 1829, los liberales expulsaron a las órdenes regulares y solo dejaron al clero secular -pero sin el ingreso fijo del diezmo obligatorio- en Centroamérica. Esto debilitó considerablemente a la Iglesia Católica en Guatemala, pero tras el fracaso de la gestión liberal del gobernador Mariano Gálvez para combatir una epidemia de cólera morbus, los curas párrocos aprovecharon para azuzar a la población campesina en su contra, y bajo el liderazgo del caudillo Rafael Carrera expulsaron a Gálvez y a los liberales del poder.  Tras una década de gobierno, Carrera permitió el regreso de las órdenes regulares, de los conservadores católicos y autorizó nuevamente el diezmo obligatorio, lo que reforzó a la Iglesia en el país y las manifestaciones de fe como la Semana Santa cobraron un gran auge. Es más, en 1852, Guatemala y la Santa Sede firmaron un concordato en el que se le encomendaba la educación de la población a los sacerdotes, y se reforzaba la unión Iglesia-Estado en el país.
Tras la caída del régimen conservador y la victoria de los liberales en 1871, la Iglesia Católica padeció ataques contra su influencia económica y política, tal y como ocurriera en 1829 cuando fue atacada por el gobierno liberal de Francisco Morazán.  En 1873, las órdenes regulares habían sido expulsadas y sus bienes confiscados (incluyendo conventos, haciendas y doctrinas de indios en todo el país) y el diezmo obligatorio había sido abolido, dejando al clero secular relegado a sus parroquias y sin ingresos estables.
En mayo de 1891, el papa León XIII publica su encíclica Rerum Novarum– Sobre la situación de los obreros- documento clave que hizo que la Iglesia Católica se transformara paulatinamente para acomodarse en los estados liberales; en Guatemala dicha reorganización fue reforzada por una nueva forma de reproducción de las ideas, manifiesta en la imprenta cuyas imágenes y discursos eran enviados a los fieles por un eficiente servicio postal desarrollado por el Estado Liberal, lo que favoreció la puesta en circulación de varias publicaciones periódicas que destacaban el progreso del catolicismo en Estados Unidos, que comenzaba a servir de ejemplo en la reconquista del poder ideológico en estados totalmente liberales.
Hubo un fortalecimiento del catolicismo durante el gobierno del general José María Reyna Barrios (1892-1898), gracias a la apertura política de su gobierno al clero secular y su preocupación por la difusión del arte y la defensa de la cultura local, que lo llevaron a suscribirse a la Convención de Berna, respetando las manifestaciones populares de fe, expresadas en las procesiones de Pasión; y todo esto, a pesar de que Reyna Barrios era masón de alto grado. Ahora bien, no se permitió el ingreso oficial de las órdenes regulares ya que la constitución guatemalteca no permitía la presencia de las mismas.

### Sigloxx

#### Atentado de los Cadetes contra Manuel Estrada Cabrera

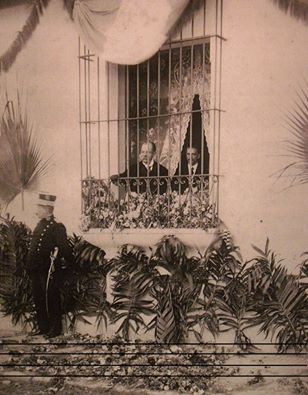
El presidente Estrada Cabrera observando una celebración procesional desde la ventana de su residencia. Esto era cotidiano antes del atentado de los cadetes de 1908, tras el que el mandatario se refugió en su mansión de «La Palma» en las afueras de la ciudad.

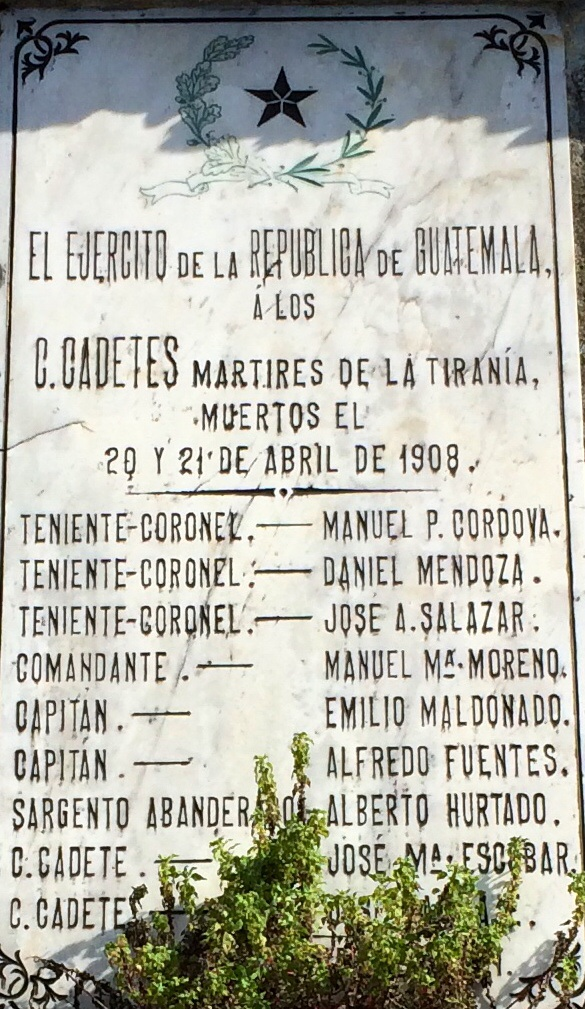
Tumba de los cadetes mártires de 1908, que intentaron asesinar a Manuel Estrada Cabrera.

Para 1908, la Iglesia de Santo Domingo había cambiado el recorrido de su solemne procesión de Viernes Santo para pasar frente a la casa de habitación del presidente, situada en la Séptima Avenida Sur de la Ciudad de Guatemala. Este circunstancia fue tomada en cuenta por varios cadetes y oficiales de la Escuela Politécnica, quienes advirtieron que el capirote del traje de cucurucho era ideal para esconder a posibles conspiradores. Los cadetes concibieron un plan sencillo: aprovechando que la procesión iba a pasar frente a la case del presidente, iban a ir disfrazados de cucuruchos e iban a invadir la casa presidencial y apresar a Estrada Cabrera. Pero para el Miércoles Santo de ese año los conjurados estaban presos: dos de ellos, durante una borrachera en una fonda, habían hablado de más y habían terminado en la cárcel. Estrada Cabrera, una vez que supo de la conjura, puso palizadas frente a su casa, prohibió que la procesión pasara frente a la misma, y eliminó el uso de los capirotes en el traje de cucuruchos.
El 20 de abril de 1908, durante la recepción oficial del nuevo ministro plenipotenciario de los Estados Unidos en el Palacio de Gobierno, el cadete de la Escuela Politécnica Víctor Manuel Vega, en venganza por la prisión y torturas de sus jefes y amigos, le disparó a Estrada Cabrera a quemarropa un proyectil que milagrosamente solo hirió a este en el dedo meñique. Este hecho ocurrió durante un acto oficial en el Palacio de Gobierno. Enfurecido y a modo de escarmiento popular, Estrada Cabrera ordenó fusilar a prácticamente toda la compañía de caballeros cadetes a la cual pertenecía el cadete Vega, a excepción de dos, Rogelio Girón y Manuel Hurtarte, quienes fueron llevados a la Penitenciaría central sin darles razón alguna. En cuanto al cadete Vega, este había muerto en el lugar donde intentó perpetrar el magnicidio, cayendo a los pies de Estrada Cabrera al ser alcanzado por las balas de los guardias de este. El presidente ordenó que la escuela militar fuera disuelta, el edificio demolido y que se regara sal sobre los cimientos. Numerosos militares fueron encarcelados, incluyendo algunos generales allegados al presidente.
La Escuela Politécnica estaba en el antiguo convento de la La Recolección, el cual había sido expropiado por Justo Rufino Barrios en 1873.

#### Contrarrevolución de 1954
La Iglesia Católica recuperó parte del poder que había tenido durante el gobierno conservador del Rafael Carrera en el siglo xix; así pues, la educación religiosa privada tuvo un auge a partir de 1955, con la fundación de varios colegios elitistas para varones los cuales absorbieron a los estudiantes de élite que anteriormente hubieran atendido clases en las instituciones gubernamentales laicas como el Instituto Nacional Central para Varones, Escuela Normal para Varones o el Instituto Normal Central para Señoritas Belén.
Aunque el arzobispo de Guatemala, Mariano Rossell y Arellano publicara un escrito respecto a que la Iglesia Católica no buscaba privilegios en su lucha contra el gobierno de Arbenz, consiguió que el gobierno del coronel Carlos Castillo Armas incorporara en la Constitución de 1956 lo siguiente:
- la capacidad jurídica de la Iglesia Católica -y las de todos los otros cultos- para adquirir, poseer y disponer de propiedades, siempre y cuando se destinen para fines religiosos, de asistencia social o a la educación.[20]
- que se declarara optativa la educación religiosa en locales oficiales: en el artículo 97 de la Constitución se indica que la ley regularía lo relativo a la enseñanza religiosa en locales oficiales y que el Estado no la impartiría pero la declaraba optativa.  También garantiza la libertad de enseñanza en todos los otros establecimientos.[21]
- que el Estado contribuyera al sostenimiento de la educación religiosa: en el artículo 111 se indica que las instituciones privadas que impartan educación gratuita serán exoneradas de determinados impuestos fiscales y municipales en compensación por sus servicios.[22]

Rossell y Arellano inició una agresiva campaña para recuperar el catolicismo en Guatemala: restauró al Palacio Arzobispal y la residencia del Obispo Francisco Marroquín, en San Juan del Obispo, Sacatepéquez,, el 22 de julio de 1953 recibió a los sacerdotes Antonio Rodríguez Pedrazuela y José María Báscones quienes iniciaron la labor del Opus Dei en Guatemala, y en 1959 realizó el Primer Congreso Eucarístico Centroamericano. Poco a poco logró el retorno de las órdenes regulares a Guatemala y participó en varias sesiones del Concilio Vaticano II, organizado por el papa Juan XXIII.
Con el paso de los años y con los avances de los medios de transporte y comunicación el número de peregrinos y la devoción al Señor de Esquipulas se convirtió en la «Capital Centroamericana de la Fe». En 1956 el Papa Pío XII erigió la Prelatura Nullius del Cristo de Esquipulas, la cual está conformada por el Municipio de Esquipulas y tiene como sede Catedralicia el Santuario de Esquipulas. El Papa también nombró como Primer Prelado de Esquipulas al Arzobispo Rossell y Arellano. Una de las primeras preocupaciones de Rossell fue la búsqueda de una comunidad de religiosos que se hicieran cargo de la atención pastoral del Santuario; luego de muchas iniciativas fallidas logró encontrar el apoyo de la Abadía Benedictina de San José en Luisiana, Estados Unidos El Domingo de Ramos de 1959 llegaron los tres primeros monjes benedictinos a Esquipulas comenzaron así la fundación del Monasterio Benedictino de Esquipulas. Tomando en consideración muchos aspectos religiosos, culturales e históricos el Beato Papa Juan XXIII aceptó la petición realizada por el obispo Rossell Arellano y elevó el Santuario de Esquipulas al rango de «Basílica Menor de Esquipulas» en 1961.
El 6 de enero de 1960 el arzobispo de Guatemala Mariano Rossell y Arellano devolvió el complejo de San Francisco a los frailes franciscanos. quienes en 1961, en medio de mucha polémica, iniciaron la reconstrucción del templo, la cual concluyó en 1967. Los franciscanos contaron con la ayuda del presidente general e ingeniero Miguel Ydígoras Fuentes, y de los miembros del Comité Pro Reconstrucción de la Iglesia.
En 1966 el porcentaje de católicos bajó a un ochenta y ocho por ciento, influenciado por el periodo de ausencia y por la cada vez más popular presencia protestante, especialmente con sus denominaciones evangélicas.

### Arte efímero

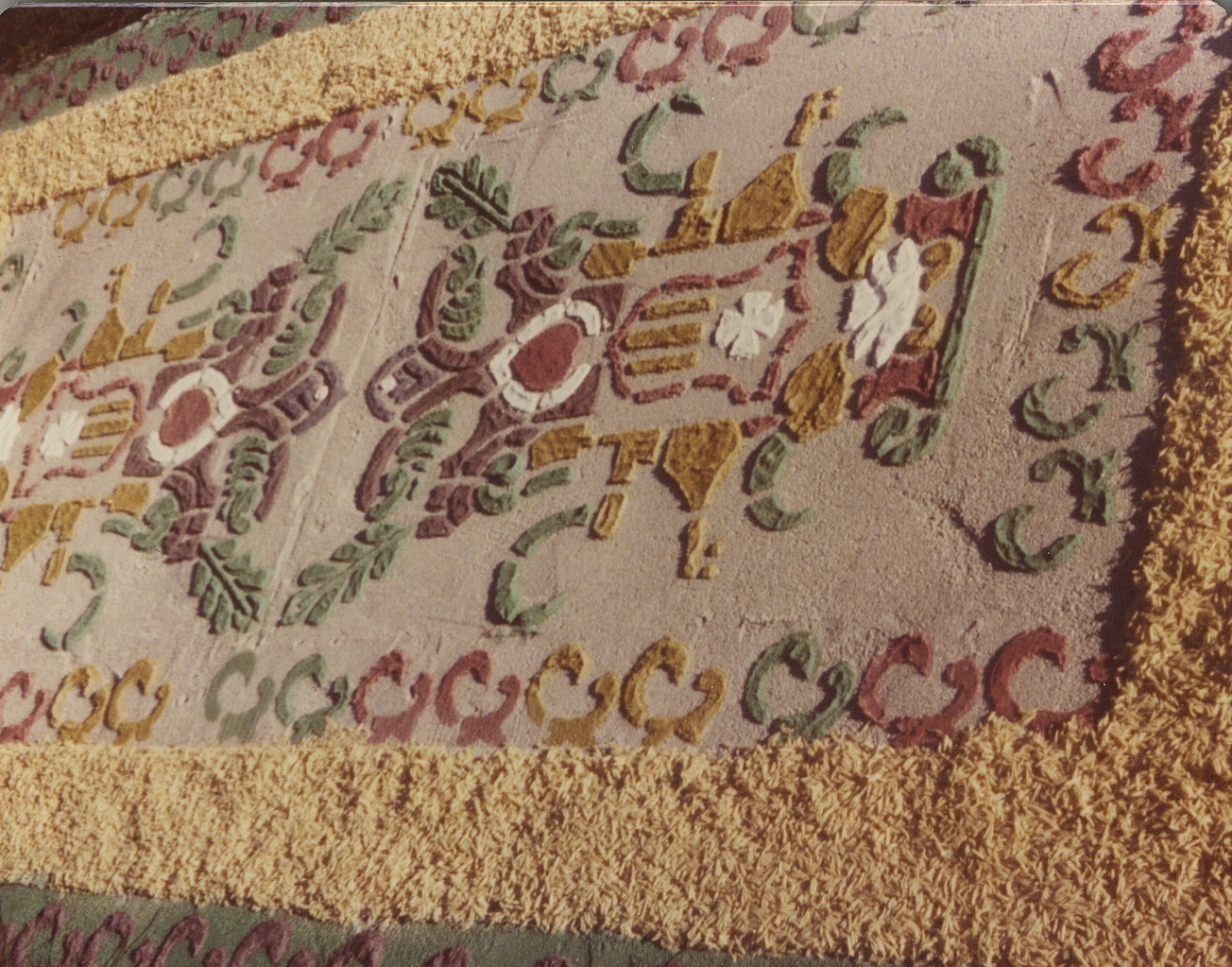
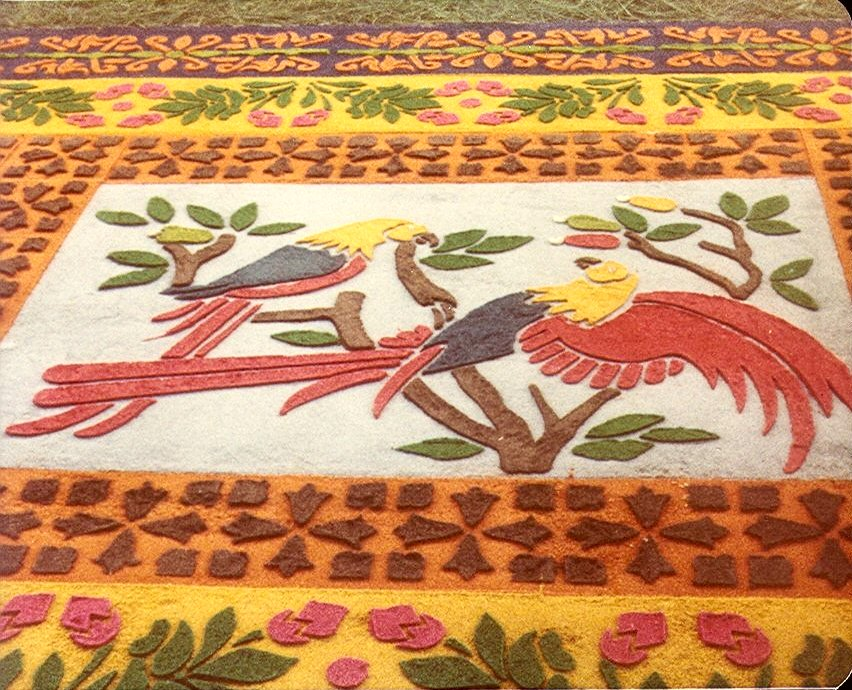
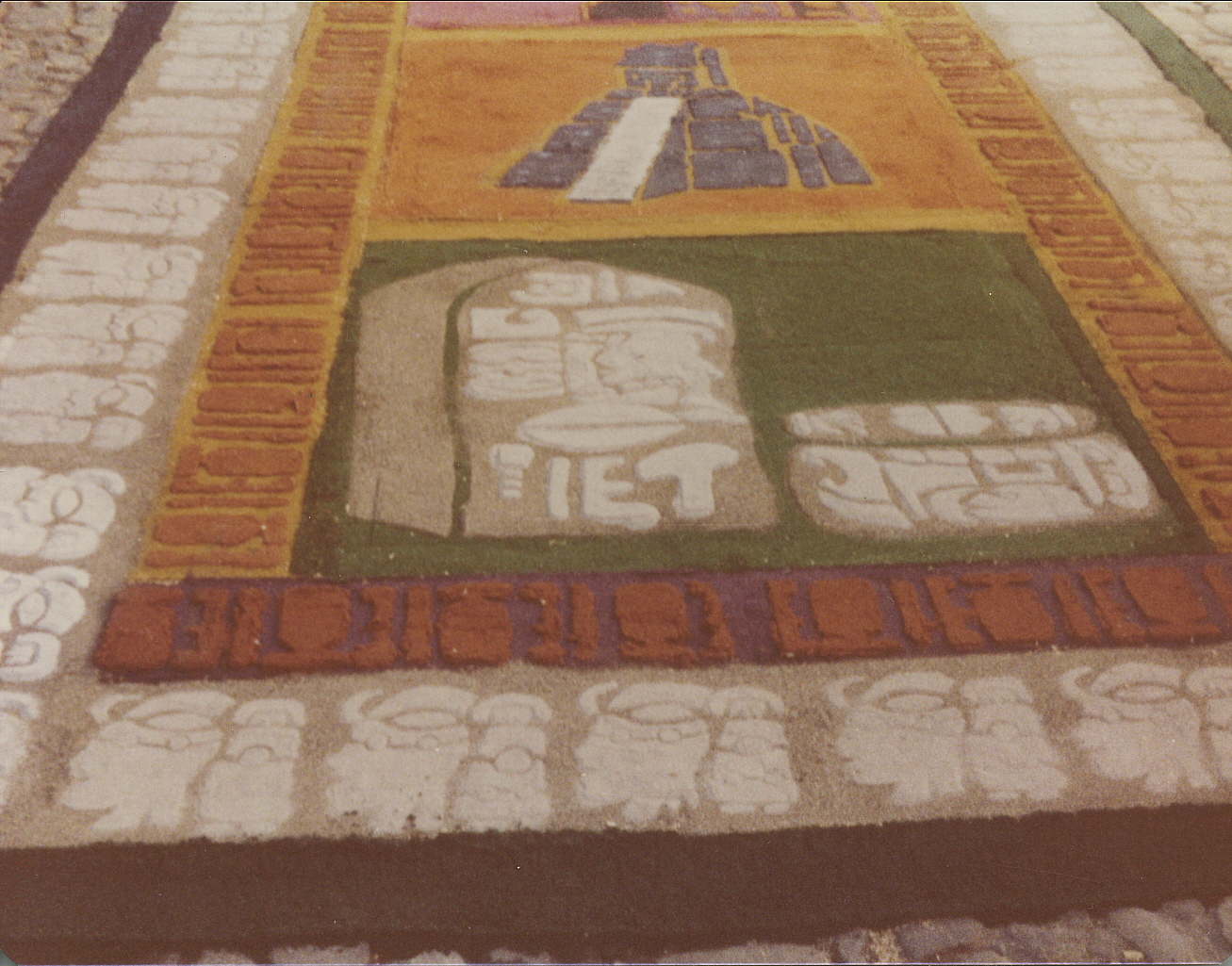
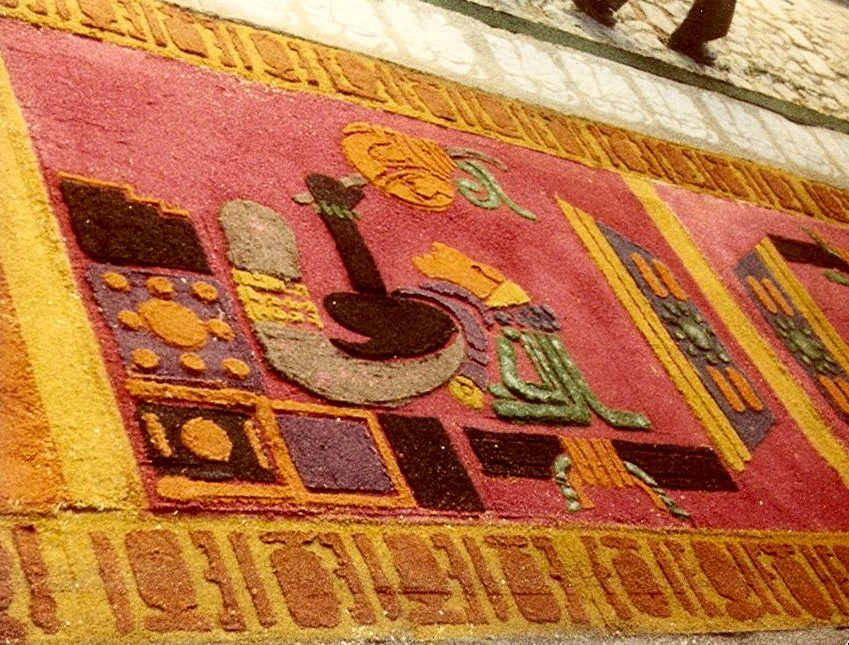
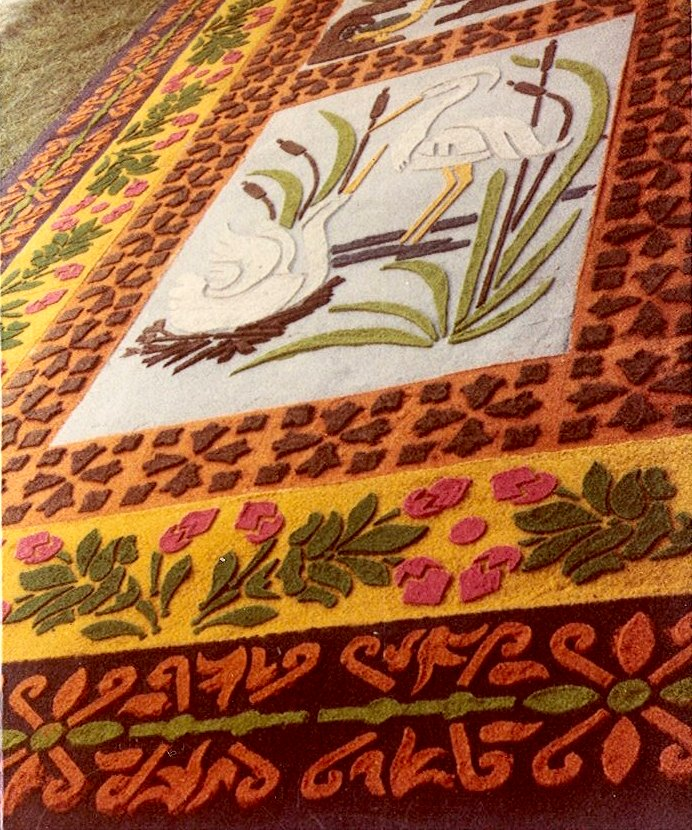
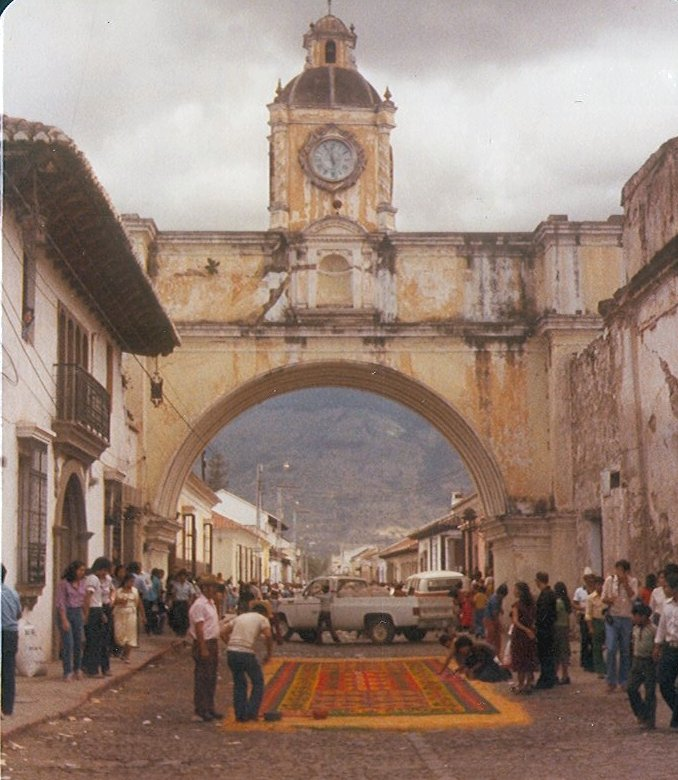
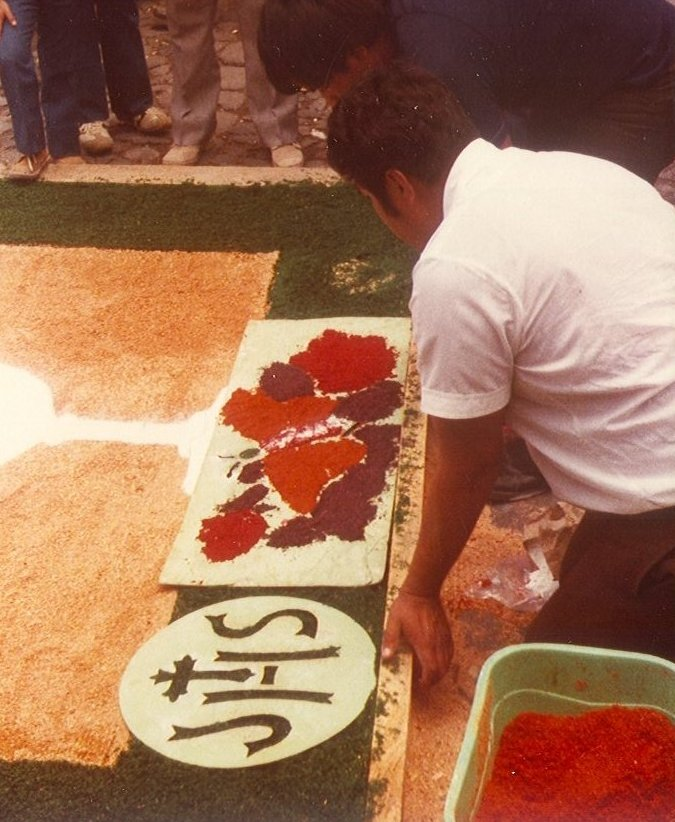
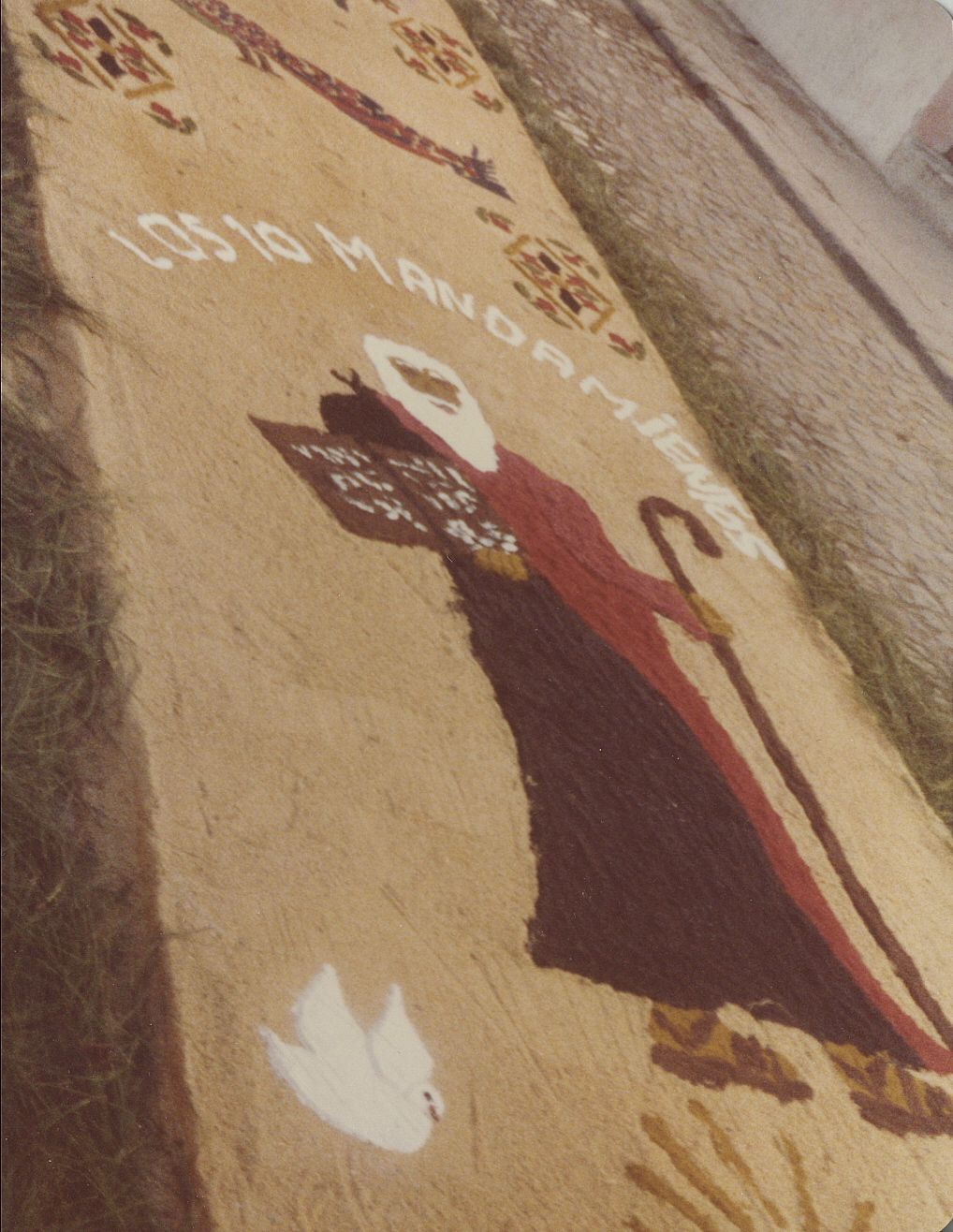